# Charles Ribart
Charles François Ribart de Chamoust (... – XVIII secolo) è stato un architetto francese.
Le notizie sul suo conto sono scarse. Nel 1758 era membro dell'Académie de Béziers, e aveva pubblicato Architecture singulière. L'éléphant triomphal. Grand kiosque à la gloire du Roi.
È noto per aver progettato un monumento in forma di elefante che avrebbe dovuto essere realizzato a Parigi.

## Opere
- L'Ordre françois trouvé dans la nature, Parigi, 1783 (era stato presentato al re Luigi XVI il 1 settembre 1776